# Частуховые
Часту́ховые (лат. Alismatáceae) — семейство однодольных растений.
Частуховые — почти космополитное семейство, виды которого отсутствуют только в значительной части Арктики, на многих островах Тихого океана, в некоторых пустынях и высокогорьях. В Северном полушарии они представлены богаче, чем в Южном, а виды наиболее крупных родов семейства — Стрелолист (Sagittaria) и Эхинодорус (Echinodorus) — особенно многочисленны в Америке.

## Биологическое описание

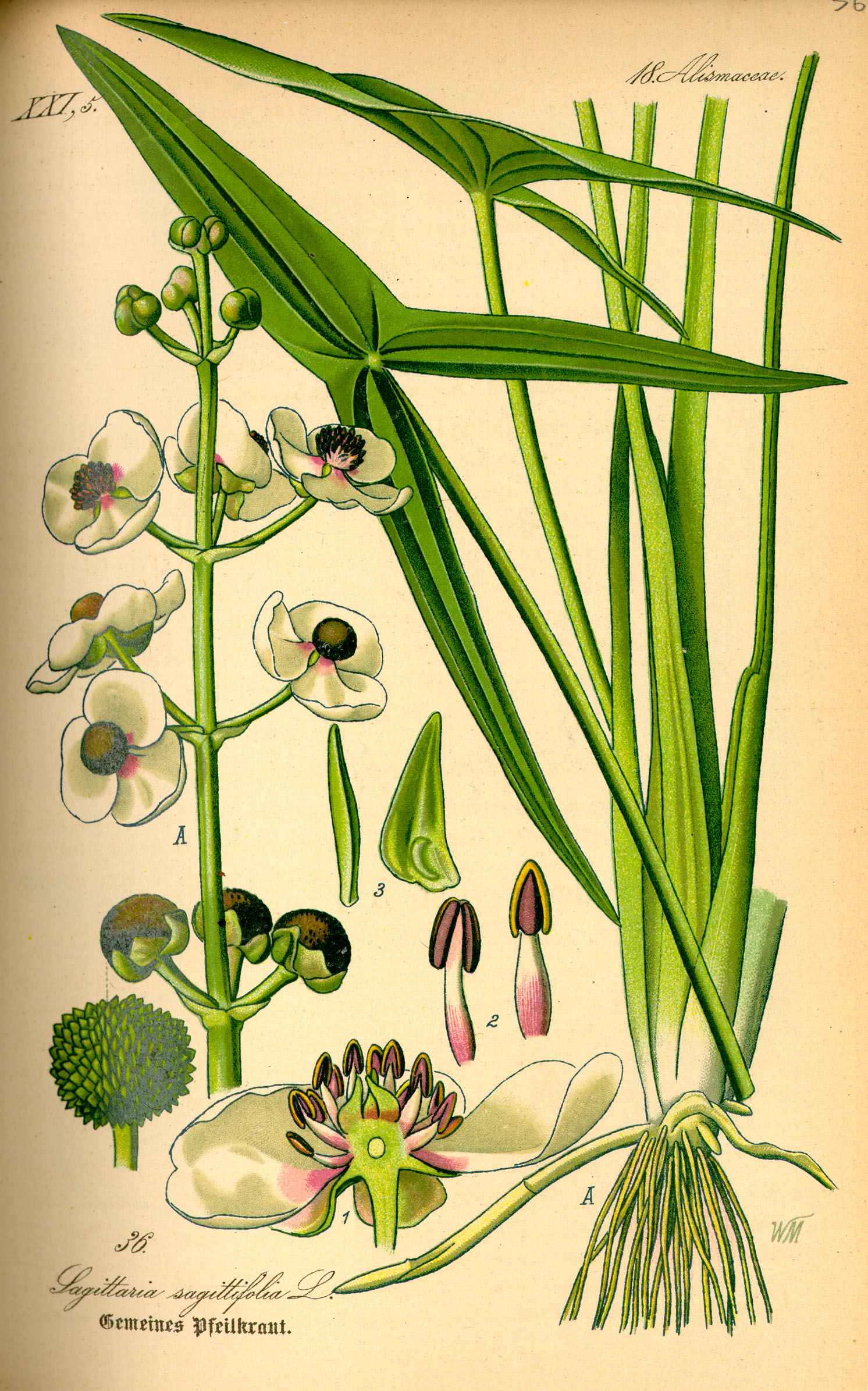
Стрелолист обыкновенный.

Почти все частуховые — многолетние розеткообразующие травы с коротким и толстым, часто клубнеобразным корневищем, на верхушке которого ежегодно образуются розетка листьев и безлистная ножка, несущая соцветие. Нередко в этот же год образуются ещё 1—2 соцветия в определённой последовательности. Корневище в виде толстого, почти шаровидного клубня имеет африканская Бурнатия (Burnatia). К немногим частуховым однолетникам принадлежат африканская Раналисма низкая (Ranalisma humile) и североамериканский Стрелолист лопатчатый (Sagittaria spathulata). Оба эти растения, достигающие всего 2—7 см в высоту, встречаются на временно затопляемых берегах рек и озёр, а также на месте пересохших водоёмов. Раналисма низкая — единственный представитель семейства со всегда одиночными цветками на коротких цветоножках, а у стрелолиста лопатчатого очень короткие ножки соцветий несут всего одну мутовку из 1—3 цветков.
Все частуховые — влаголюбивые растения, и многие из них могут расти как на суше (обычно по берегам водоёмов, на болотах и болотистых лугах), так и в воде, хотя соцветия почти всегда подняты над её поверхностью. Стрелолист обыкновенный (Sagittaria sagittifolia) может заходить в водоёмы до глубины 5 м, но на больших глубинах не образует цветков и имеет только линейные подводные листья. Примером немногих полностью погружённых в воду частуховых может служить Частуха Валенберга (Alisma wahlenbergii) — небольшое растение с узколинейными листьями и короткими, дуговидно изогнутыми книзу ножками соцветий, обитающее на песчаном дне лагун и бухт в северной части Балтийского моря. Его соцветия, несущие только клейстогамные цветки, нередко оказываются полностью погружёнными в песок, так что этот вид легко принять за молодые вегетативные побеги других водных растений. Близкий вид — Частуха злаколистная (Alisma gramineum) имеет уже две очень отличающиеся друг от друга формы: подводную — с линейными листьями и обычно тоже клейстогамными цветками и наземную — обычно карликовую с хазмогамными цветками и листьями, имеющими ланцетные пластинки. Наземную форму даже описывали в качестве самостоятельного вида — частуха дуговидная (Alisma arcuatum).
Разнолистность вообще свойственна очень многим земноводным частуховым. Хорошим примером в этом отношении может служить стрелолист обыкновенный, различное строение листьев которого было отмечено и изображено в 1703 году прусским ботаником Лёзелем. Развиваясь на дне водоёмов, стрелолист обыкновенный сначала образует розетку сидячих широколинейных подводных листьев, затем длинночерешковые, плавающие на поверхности воды листья с эллиптическими или немного стреловидными пластинками и наконец возвышающиеся над водой длинночерешковые листья со стреловидными пластинками. Часто только плавающие листья с сердцевидными пластинками имеет тропическая афро-азиатская разновидность цепкоплодная стрелолиста гайанского (Sagittaria guayanensis subsp. lappula (D.Don) Bogin [syn.  Sagittaria lappula D.Don]), а у североамериканского вида Стрелолист вальковатый (Sagittaria teres) все листья подводные, в виде почти цилиндрических, поперечно-перегородчатых черешков без пластинок. Широколинейные подводные листья прикорневой розетки и длинночерешковые плавающие листья с эллиптическими пластинками имеет европейский эндемик — Лурониум плавающий (Luronium natans), однако у него плавающие листья отходят главным образом от узлов сильно удлинённого и плавающего в воде соцветия.
Линейные подводные листья частуховых, представляющие в действительности лишь сильно расширенные листовые черешки без пластинок, имеют параллельное жилкование. Плавающие и возвышающиеся над водой листья, а также листья наземных частуховых ясно расчленены на черешок и пластинку различной формы, обычно с дуговидно-кривобежным жилкованием, причём основные жилки соединяются между собой поперечными анастомозами. Иногда, например, у раналисмы длинноносиковой (Ranalisma rostratum), основных жилок может быть всего 1—2, не считая средней жилки. Основания черешков часто расширены в короткие свободные влагалища, в пазухе которых обычно имеются мелкие внутривлагалищные чешуйки с желёзками, выделяющими слизистый секрет.

### Генеративные органы
Обоеполые, реже однополые, всегда актиноморфные цветки частуховых обычно собраны в кистевидные или метёлкообразные соцветия, расположенные на безлистных стеблях. В узлах соцветий имеются лишь видоизменённые, нередко чешуевидные листья и прицветники. Листья с хорошо развитыми пластинками отсутствуют в соцветиях всех частуховых, кроме лурониума, у которого длинные плавающие в воде соцветия несут в узлах нормально развитые плавающие листья, поддерживающие соцветие у поверхности воды. Цветки лурониума возвышаются над водой, производя впечатление одиночных, а не собранных в соцветие. Сильно разветвлённые соцветия некоторых видов частухи и кальдезии (Caldesia) могут достигать метра в высоту и нести весьма многочисленные цветки. Многие другие виды из разных родов семейства, например, Стрелолист обыкновенный и Звездоплодник многосемянный (Damasonium polyspermum), имеют кистевидные или зонтиковидные соцветия, у раналисмы низкой редуцированные до одного цветка на короткой цветоножке. Цветки и веточки в соцветиях частуховых почти всегда располагаются мутовками, чаще всего по три. У представителей афро-азиатского тропического рода Виснерия (Wisneria) прицветники у основания каждой мутовки соцветия срастаются своими боковыми сторонами в чашевидную или колокольчатую обёртку.

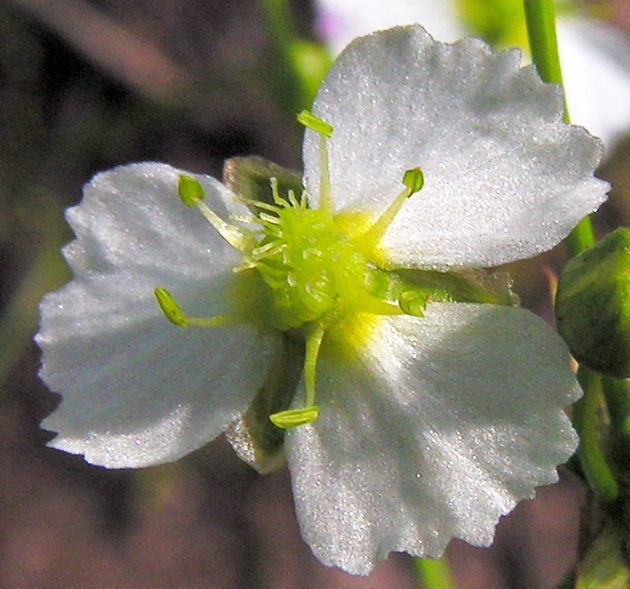
Цветок Частуха обыкновенная|частухи обыкновенной (Alisma plantago-aquatica) крупным планом

Околоцветник цветков частуховых отчётливо разделен на чашечку и венчик. Чашечка состоит из трёх зелёных чашелистиков, обычно остающихся, нередко даже разрастающихся при плодах, а венчик — из трёх белых, реже розовато-белых или розовых, обычно опадающих при плодах лепестков. В клейстогамных цветках, в том числе у частухи Валенберга, а также у видов бурнатии и виснерии лепестки очень слабо развиты или вообще отсутствуют. Тычинок в цветке обычно шесть, реже девять или более, со свободными, нитевидными или расширенными в нижней части нитями и двугнёздными пыльниками. Только в цветках виснерии всего три тычинки. У многих родов с шестью тычинками, в том числе у частухи, они располагаются парами перед лепестками, в других случаях шесть, девять или двенадцать тычинок расположены чередующимися кругами по три, причём тычинки наружного круга противостоят чашелистикам. У стрелолиста, эхинодоруса и близких родов многочисленные тычинки расположены по спирали.
Гинецей состоит из свободных, редко (у звездоплодника) сросшихся у основания друг с другом плодолистиков, число которых варьирует от трёх и шести до многочисленных в неопределённом количестве, причём в последнем случае они могут располагаться мутовчато в один круг (у частухи) или по спирали на сильно выпуклом цветоложе (у стрелолиста). Интересно, что у частухи края плодолистиков во время цветения не замкнуты, затем тесно смыкаются, но даже у зрелого плода не срастаются друг с другом. Более или менее длинный столбик, переходящий в покрытое сосочками рыльце, отходит или от верхушки плодолистика, или от его внутренней стороны ниже верхушки. Почти у всех родов семейства каждый плодолистик имеет только один базальный или почти базальный семязачаток. Лишь звездоплодник является в этом отношении исключением: три его вида имеют от двух до семи семязачатков в плодолистике, а звездоплодник многосемянный — даже семь—двадцать, напоминая представителей близкого семейства Лимнохарисовые.
Формирующийся из гинецея плод частуховых обычно легко распадается на более или менее многочисленные орешкообразные или мешочкообразные, редко (у кальдезии) костянкообразные части — плодики, содержащие по одному семени. Лишь у звездоплодника плодики, становящиеся звёздчато распростёртыми за счёт разрастания цветоложа, долго остаются в соединении друг с другом и часто содержат больше одного семени. Состоящие из орешкообразных спирально расположенных плодиков плоды некоторых частуховых, например, раналисмы или бальделлии (Baldellia), очень похожи на плоды некоторых лютиков. Семена частуховых лишены эндосперма и имеют гладкую или поперечно бугорчато-морщинистую оболочку, сквозь которую часто просвечивает зародыш очень характерной для семейства подковообразной формы.
Все частуховые — обитатели более или менее переувлажнённых местообитаний: водоёмов, болот и болотистых лугов, нередко заходящие довольно глубоко в воду. Не только Лурониум плавающий, но и многие виды стрелолиста вообще, как правило, растут в воде, имея только погружённые и плавающие на поверхности воды листья. Некоторые эфемерно вегетирующие виды, например, виды звездоплодника, могут в изобилии разрастаться на месте быстро пересыхающих водоёмов.
Все частуховые, кроме немногих видов с исключительно клейстогамными цветками, опыляются разнообразными насекомыми, а отчасти также улитками, хотя у нередко растущей большими зарослями частухи обыкновенной и других видов рода не исключена возможность опыления цветков с помощью ветра. Отчасти ветроопыляемой может быть и африканская Бурнатия девятитычинковая (Burnatia enneandra) — единственный представитель семейства с двудомными однополыми цветками, имеющими очень мелкие лепестки и собранными в крупные метёлкообразные соцветия. В мужском цветке этого растения девять тычинок и около двенадцати рудиментарных плодолистиков, а в женском цветке — около двенадцати плодолистиков и часто одна—две рудиментарные тычинки. У многих частуховых с обоеполыми цветками, по-видимому, нередко происходит самоопыление. Обычно самоопыляющейся, вероятно, является наземная форма частухи злаколистной, имеющая более мелкие лепестки и более короткие столбики, чем у других, преимущественно наземных, видов частух. Её подводная форма с клейстогамными цветками составляет переход к абсолютно клейстогамной частухе Валенберга.
Многочисленные виды стрелолиста, а также виды виснерии обычно имеют однополые, но однодомные цветки, располагающиеся в разных частях соцветия: мужские — в верхней, а женские — в нижней его части. Уже у стрелолиста обыкновенного нередко встречаются обоеполые цветки, а у ряда тропических видов этого рода нижние цветки обычно имеют по одному кругу вполне развитых тычинок, а верхние мужские цветки — довольно крупные рудименты гинецея. У видов стрелолиста верхние цветки обычно зацветают позднее нижних, что отчасти препятствует самоопылению.
В цветках частуховых приспособлениями к энтомофилии служат обычно яркая окраска венчиков и присутствие нектара в цветках. У частухи, кальдезии и многих других частуховых имеются только характерные для многих однодольных септальные нектарники в щелях между плодолистиками. У видов эхинодоруса они отсутствуют, но имеются слабо функционирующие нектарники у основания листочков околоцветника или вокруг основания гинецея. В цветках стрелолиста слабо развитые нектарники располагаются у основания всех тычинок и плодолистиков, но особенно сильно развиты они у основания стаминодиев и рудиментарных плодолистиков.
Плодики большинства частуховых имеют подэпидермальную воздухоносную ткань и способны даже в течение нескольких месяцев плавать по поверхности воды. Лишь после разрушения этой ткани семена падают на дно водоёма и прорастают. Гидрохорный способ распространения дополняется другими. Так, очень лёгкие и обладающие большой «парусностью» за счёт присутствия крыловидной каймы плодики стрелолиста могут распространяться и с помощью ветра. Ещё большее значение имеет экзозоохорный способ распространения: плодики многих частуховых, в особенности видов частухи, могут переноситься с комочками почвы на ногах животных и человека. У некоторых видов на плодиках имеются различные выросты, способствующие экзозоохории. Долго сохраняющиеся на растении твёрдые и острые плодики звездоплодника могут распространяться как животными, так и ветром по типу перекати-поля. Последний способ распространения, вероятно, встречается и у частуховых с крупными, растопыренно разветвлёнными соцветиями, в том числе у частухи обыкновенной. Плодики частуховых нередко находят в желудках рыб и других животных, что свидетельствует о возможности эндозоохории. Такой способ распространения особенно вероятен для костянкообразных плодиков кальдезии.
Многие частуховые размножаются также вегетативно с помощью стелющихся и укореняющихся в узлах надземных побегов (например, у раналисмы длинноносиковой) или ползучих подземных побегов, заканчивающихся клубенькообразными зимующими почками (у многих видов стрелолиста). У некоторых видов кальдезии и эхинодоруса в соцветиях вместо цветков образуются вегетативные почки, дающие начало молодым растениям после того, как соцветия ложатся на влажную почву. Европейская кальдезия белозоролистная (Caldesia parnassifolia) размножается преимущественно таким способом, так как вполне развитые плоды образуются у неё довольно редко.

## Классификация
В 1827 году бельгийский ботаник Дюмортье установил в пределах семейства Частуховые две основные трибы: собственно частуховых (Alismeae) с мутовчато расположенными плодиками и стрелолистовых (Sagittarieae) со спирально расположенными плодиками на сильно выпуклом цветоложе. К первой трибе принадлежит большинство родов семейства, из которых в умеренно тёплых областях Северного полушария наиболее распространён род Частуха с 7 видами и 3 гибридами. Из других родов этой трибы наиболее обособлены роды Звездоплодник со срастающимися при плодах у своего основания длиннозаострёнными плодиками, содержащими более чем один семязачаток, и Лурониум с плавающими в воде облиственными соцветиями.
К трибе стрелолистовых принадлежат наиболее крупные роды семейства: Эхинодорус и Стрелолист. Первый из них распространён в тропической, а отчасти и в субтропической Америке, замещаясь в Старом Свете прежде присоединявшимися к нему родами Бальделлия (в Европе и Северной Африке) и Раналисма (в Южной Азии и Африке) с 2 видами. Большинство видов стрелолиста встречается в Северной Америке, но 3 вида — Стрелолист обыкновенный (Sagittaria sagittifolia), Стрелолист плавающий (Sagittaria natans) и Стрелолист трёхлистный (Sagittaria trifolia) — широко распространены в Евразии, в том числе и на территории России и сопредельных стран.
Исследование пыльцы всех родов семейства Частуховые в основном подтвердило деление его на две трибы, однако Бальделлия по строению пыльцевых зёрен оказалась более близкой к родам трибы частуховых, а Кальдезия по строению пыльцы (а также плодиков) заслуживает выделения в самостоятельную, монотипную трибу.

### Состав семейства
Семейство Частуховые включает 18 родов.
Среди представителей семейства — такие широко распространённые в России растения берегов водоёмов и болот, как стрелолист обыкновенный (Sagittaria sagittifolia) со стреловидными листьями и кистями довольно крупных почти белых цветков и частуха обыкновенная (Alisma plantago-aquatica), распространённая повсеместно и часто растущая на влажных местах вдоль дорог и троп подобно широко известному подорожнику большому (Plantago major), за что ещё К. Линнеем была названа «водяным подорожником».
- Albidella Pichon
- Alisma L. — Частухаtypus
- Aquarius Christenh. & Byng — Аквариус
- Astonia S.W.L.Jacobs
- Baldellia Parl. — Бальделлия
- Burnatia Micheli — Бурнатия
- Butomopsis Kunth
- Caldesia Parl. — Кальдезия
- Damasonium Mill. — Звездоплодник
- Echinodorus Rich. & Engelm. ex A.Gray — Эхинодорус
- Helanthium (Benth. & Hook.f.) Engelm. ex J.G.Sm. — Гелантиум
- Hydrocleys Rich.
- Limnocharis Humb. & Bonpl.
- Limnophyton Miq. — Лимнофитон
- Luronium Raf. — Лурониум
- Ranalisma Stapf — Раналисма
- Sagittaria L. — Стрелолист
- Wiesneria Micheli — Виснерия

## Использование
Один из видов стрелолиста — стрелолист трёхлистный — довольно широко культивируется в Китае, Японии и некоторых других азиатских странах в качестве овощного растения ради съедобных клубней и добываемого из них крахмала. Культивируемые разновидности этого вида имеют особенно крупные клубни и более широкие листья по сравнению с дикорастущими.

## Состояние популяций
Многие частуховые, как внетропические, так и тропические, принадлежат к числу очень редких и, по-видимому, быстро вымирающих растений. Таковы европейские виды Кальдезия белозоролистная и Лурониум плавающий, сохранившиеся лишь в немногих изолированных местонахождениях.